# Antonio Gárate Oronoz
Antonio María Gárate Oronoz (Pamplona, Navarra, 1965) es un director de cine, guionista, productor y periodista español. Actualmente es el presentador de La hora cultural del Canal 24 horas de Televisión Española.

## Reseña biográfica

### Nacimiento e infancia
Antonio María Gárate Oronoz nace en 1965 en Pamplona (Navarra), y pasa gran parte de su infancia en la tranquila población de Zugarramurdi. Su primer cortometraje lo rodará en Corella (en la Merindad de Tudela).

### Trabajo cinematográfico
En su primer largometraje, Besos y abrazos (en el cual él fue director, productor y guionista), acompaña también como actor al reparto formado por María Bornaechea, Rafael Santamaría, Concha Grau y Ángel Ruiz, en una trama que relata la turbia muerte de Toño, un profesor de dibujo pamplonés hospedado en Madrid, y la incesante búsqueda de la verdad por parte de su hermana Maritxu. La película fue producida en el año 1996 y presentada al público el 8 de agosto de 1997.
Su segundo filme, Un año en la luna, habla de unas vidas jóvenes que se cruzan, compartiendo angustias económicas y experiencias amorosas encontradas, con el madrileño bar La Luna de telón de fondo. En esta ocasión Antonio escribe el guion junto con Roberto Goñi, compartiendo ambos cartelera con los actores y actrices Begoña Maestre, Jorge Monje, Elena Ballesteros, Alberto Jiménez, Armando del Río, Carlos Martínez, Victoria Freire y Ángel Ruiz. La película se estrenó al público el 2 de septiembre de 2005.

### Etapa en Televisión Española
Ha ejercido como reportero ocasional en el Telediario de TVE, así como de periodista en la serie documental "Miradas 2". Actualmente ejerce como presentador del programa La hora cultural, reuniendo a personajes del mundo del arte (música, danza, pintura, teatro,...), tanto de origen español como de la actualidad internacional.

## Premios y reconocimientos
- Premio a la mejor interpretación al actor protagonista Jorge Monge por "Un año en la luna" (Festival de Comedia de Peñíscola, 2004).
- Premio de interpretación a los actores por "Un año en la luna" (Festival de Cine de Albacete, 2004).